# Liste des plus hautes constructions de New York

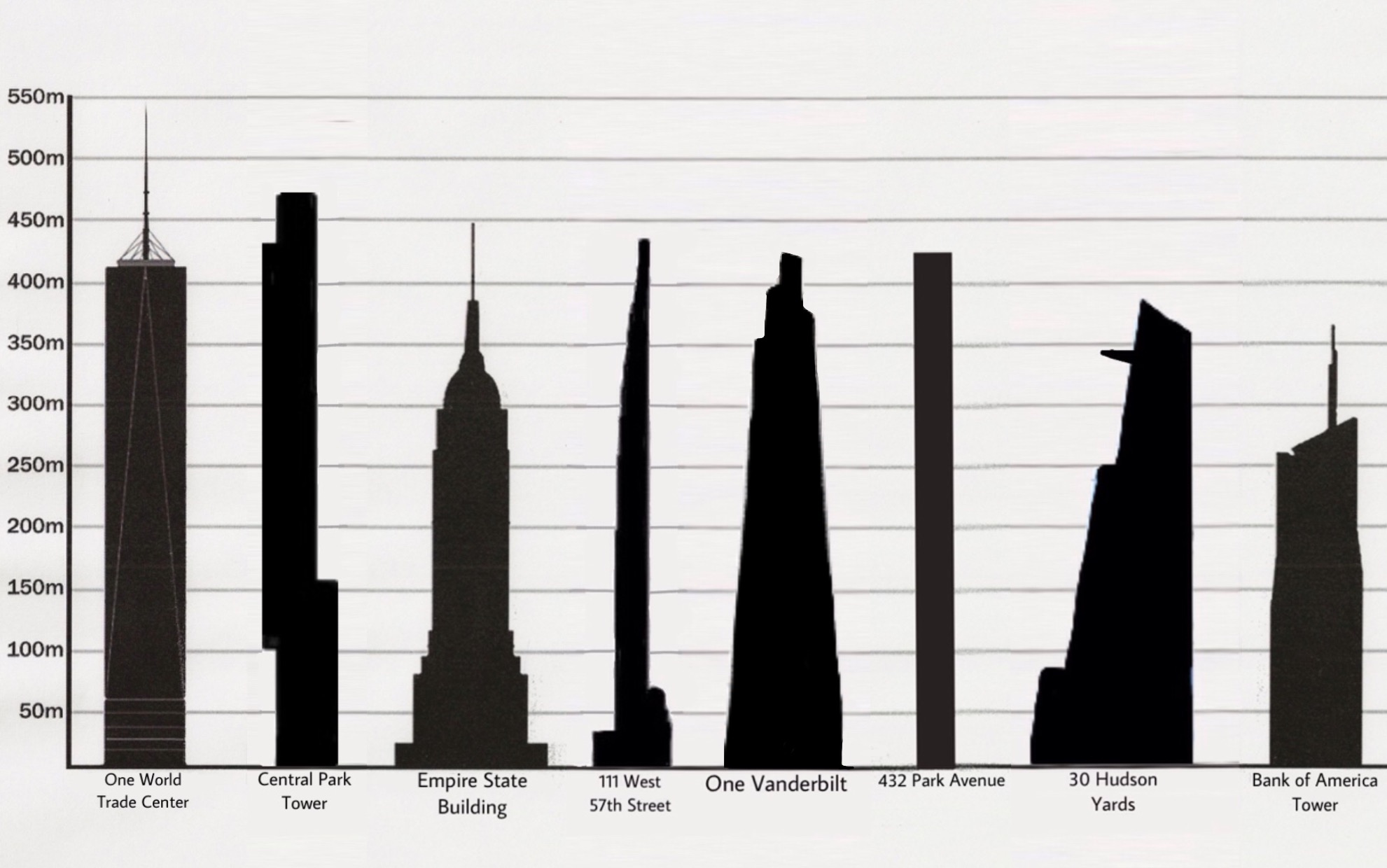
Les plus hauts gratte-ciel de New York (antenne comprise).

Cet article concerne une liste des plus hautes constructions de New York aux États-Unis. Avec 251 gratte-ciel, New York est la ville qui compte le plus de gratte-ciel (immeubles de plus de 150 m de hauteur) au monde après Hong Kong et Dubaï. Le plus haut gratte-ciel de la ville est le One World Trade Center, qui culmine alors à 541 mètres et qui fut construit à la suite des attentats du 11 septembre 2001.
Si les immeubles "poussent" en hauteur, ce phénomène est dû au prix des terrains et à leur rareté. New York, resserrée sur son île ne peut en effet se développer que verticalement .

## Histoire
Avec Chicago, New York et plus précisément l'arrondissement  de Manhattan constitue le berceau des premiers gratte-ciel. La ville a connu une phase d'intense construction au début du XXe siècle, qui a pris fin avec le Krach de 1929. Bien que quelques immeubles de cette époque aient été démolis pour laisser place à d'autres constructions, il nous reste de cette période des gratte-ciel aujourd'hui mondialement connus tels que l'Empire State Building, construit en 1931, qui fut longtemps avec ses 381 mètres le plus haut du monde (jusqu'à la construction du World Trade Center). On peut également citer le célèbre Chrysler Building au style Art déco (319 mètres, 1930), ou encore des édifices plus anciens tels que la Metropolitan Life Tower (213 mètres, 1909), inspirée du Campanile de Saint-Marc à Venise. La grande majorité des gratte-ciel new-yorkais sont situés dans l'arrondissement de Manhattan.
Entre 1934 et 1959, aucun immeuble de plus de 200 mètres n'est édifié alors que 8 avaient été bâtis entre 1930 et 1933. La construction reprend progressivement, mais dans un style radicalement différent de celui de l'entre-deux-guerres : les styles Beaux-arts, néoclassique, néogothique ou encore Art déco s'effacent pour laisser place à l'uniformité du Style international, qui finit peu à peu par modifier l'aspect de New York. Le style international donne souvent lieu à des édifices aux formes épurées, tels que l'ancien World Trade Center, construit au début des années 1970. 
Depuis les années 1980, la diversité architecturale de la ville augmente. Le style international a été progressivement délaissé au profit du style postmoderne.
De nos jours, la ville de New York est le théâtre d'une nouvelle grande vague de construction. La tendance actuelle est à la diversité des formes et à la rupture avec le parallélépipédisme des constructions du style international. Plusieurs immeubles de style déconstructiviste ont été édifiés (tels quel le 8 Spruce Street ou le 56 Leonard Street). Certains sont en projet (comme le Two World Trade Center). Beaucoup d'immeubles récemment bâtis à New York sont occupés par des résidences luxueuses destinées à une clientèle fortunée. Ces tours se distinguent par leur grande étroitesse et la faible superficie qu'elles cocupent au sol : ainsi, la tour située au 432 Park Avenue achevée en 2015 s'élève à 426 mètres de hauteur pour une base carrée de 23 mètres. D'autres gratte-ciel du même type sont actuellement en construction, dont la Central Park Tower qui deviendra en 2019 le plus haut gratte-ciel de la ville (hors antenne).

## Méthode
La hauteur indiquée pour les différents bâtiments correspond à leur hauteur structurelle. Les flèches au sommet des immeubles sont prises en compte mais pas les antennes. Cette mesure est souvent considérée comme la hauteur officielle d'un gratte-ciel.

## Liste des constructions de New York

### Constructions achevées
Ce tableau recense les plus hauts gratte-ciel achevés et ceux dont le gros œuvre est déjà terminé. Les bâtiments dont le nom apparaît en gras sont les plus hauts de la ville et du monde lors de leur inauguration — sauf le One World Trade Center dépassé par le Burj Khalifa de Dubaï —.
Une étoile signifie que le gratte-ciel est en cours d'achèvement et atteint sa hauteur définitive. 
Classement mis à jour le 19 avril 2023.
| Rang | Nom                            | Images  | Hauteur structurelle | Étages | Année     | Arrondissement |
| ---- | ------------------------------ | ------- | -------------------- | ------ | --------- | -------------- |
| 1    | One World Trade Center         |         | 541,3 m              | 104    | 2014      | Manhattan      |
| 2    | Central Park Tower             |         | 472 m                | 98     | 2020      | Manhattan      |
| 3    | Empire State Building          |         | 381 m                | 102    | 1931      | Manhattan      |
| 4    | 111 West 57th Street           |         | 435 m                | 84     | 2021      | Manhattan      |
| 5    | One Vanderbilt                 |         | 427 m                | 67     | 2020      | Manhattan      |
| 6    | 432 Park Avenue                |         | 425,7 m              | 85     | 2015      | Manhattan      |
| 7    | 30 Hudson Yards                |         | 386,6 m              | 73     | 2019      | Manhattan      |
| 8    | Bank of America Tower          |         | 365,8 m              | 55     | 2009      | Manhattan      |
| 9    | Three World Trade Center       |         | 328,9 m              | 69     | 2018      | Manhattan      |
| 10   | Brooklyn Tower                 |         | 324,9 m              | 74     | 2023      | Brooklyn       |
| 11   | 53W53                          |         | 320 m                | 77     | 2019      | Manhattan      |
| 12   | Chrysler Building              |         | 318,9 m              | 77     | 1930      | Manhattan      |
| 13   | New York Times Building        |         | 318,8 m              | 52     | 2007      | Manhattan      |
| 14   | The Spiral                     |         | 314,2 m              | 66     | 2022      | Manhattan      |
| 15   | 50 Hudson Yards                |         | 308 m                | 58     | 2022      | Manhattan      |
| 16   | 35 Hudson Yards                |         | 307,5 m              | 72     | 2019      | Manhattan      |
| 17   | One57                          |         | 306,4 m              | 75     | 2014      | Manhattan      |
| 18   | One Manhattan West             |         | 303,3 m              | 69     | 2019      | Manhattan      |
| 19   | Four World Trade Center        |         | 297,7 m              | 65     | 2014      | Manhattan      |
| 20   | American International         |         | 290,2 m              | 67     | 1932      | Manhattan      |
| 21   | 220 Central Park South         |         | 289,6 m              | 66     | 2019      | Manhattan      |
| 22   | Two Manhattan West             |         | 285                  | 58     | 2023      | Manhattan      |
| 23   | 40 Wall Street                 |         | 282,5 m              | 71     | 1930      | Manhattan      |
| 24   | 30 Park Place                  |         | 282,2 m              | 67     | 2016      | Manhattan      |
| 25   | 15 Hudson Yards                |         | 280 m                | 88     | 2019      | Manhattan      |
| 26   | Citigroup Center               |         | 278,9 m              | 59     | 1977      | Manhattan      |
| 27   | 125 Greenwich Street           |         | 278                  | 72     | 2023      | Manhattan      |
| 28   | 10 Hudson Yards                |         | 267,7 m              | 52     | 2016      | Manhattan      |
| 29   | 8 Spruce Street                |         | 265,2 m              | 76     | 2011      | Manhattan      |
| 30   | Trump World Tower              |         | 262,4 m              | 72     | 2001      | Manhattan      |
| 31   | 425 Park Avenue                |         | 262,2 m              | 41     | 2021      | Manhattan      |
| 32   | Comcast Building               |         | 259,1 m              | 70     | 1933      | Manhattan      |
| 33   | Sutton Tower                   |         | 258,3 m              | 65     | 2022      | Manhattan      |
| 34   | One Manhattan Square           |         | 258,2 m              | 72     | 2019      | Manhattan      |
| 35   | 56 Leonard Street              |         | 250,2 m              | 57     | 2016      | Manhattan      |
| 36   | CitySpire Center               |         | 248,1 m              | 75     | 1987      | Manhattan      |
| 37   | One Chase Manhattan Plaza      |         | 247,8 m              | 60     | 1961      | Manhattan      |
| 38   | Condé Nast Building            |         | 246,5 m              | 48     | 1999      | Manhattan      |
| 39   | MetLife Building               |         | 246,3 m              | 59     | 1963      | Manhattan      |
| 40   | Bloomberg Tower                |         | 245,6 m              | 54     | 2004      | Manhattan      |
| 41   | 126 Madison Avenue             |         | 245,4 m              | 56     | 2022      | Manhattan      |
| 42   | 138 East 50th Street           |         | 244,8 m              | 64     | 2019      | Manhattan      |
| 43   | 111 Murray Street              |         | 241,4 m              | 58     | 2018      | Manhattan      |
| 44   | Woolworth Building             |         | 241,4 m              | 57     | 1913      | Manhattan      |
| 45   | 520 Park Avenue                |         | 237,9 m              | 54     | 2018      | Manhattan      |
| 46   | One Worldwide Plaza            |         | 237,1 m              | 47     | 1989      | Manhattan      |
| 47   | 50 West Street                 |         | 237,1 m              | 64     | 2017      | Manhattan      |
| 48   | 55 Hudson Yards                |         | 237,1 m              | 51     | 2019      | Manhattan      |
| 49   | Madison Square Park Tower      |         | 237 m                | 63     | 2017      | Manhattan      |
| 50   | Skyline Tower                  |         | 232,4                | 67     | 2021      | Manhattan      |
| 51   | 118 Fulton Street              |         | 231 m                | 63     | 2018      | Manhattan      |
| 52   | Carnegie Hall Tower            |         | 230,7 m              | 60     | 1991      | Manhattan      |
| 53   | 383 Madison Avenue             |         | 230,3 m              | 47     | 2001      | Manhattan      |
| 54   | Queens Plaza Park              |         | 230,1 m              | 67     | 2021      | Queens         |
| 55   | 1717 Broadway                  |         | 229,6 m              | 67     | 2013      | Manhattan      |
| 56   | Axa Center                     |         | 229,2 m              | 51     | 1985      | Manhattan      |
| 57   | One Penn Plaza                 |         | 228,6 m              | 57     | 1972      | Manhattan      |
| 58   | 1251 Avenue of the Americas    |         | 228,6 m              | 54     | 1972      | Manhattan      |
| 59   | Time Warner Center North Tower |         | 228,3 m              | 55     | 2004      | Manhattan      |
| 60   | Time Warner Center South Tower | 228,3 m | 55                   | 2004   | Manhattan |                |
| 61   | Siège social de Goldman Sachs  |         | 228,3 m              | 44     | 2010      | Manhattan      |
| 62   | 60 Wall Street                 |         | 227,1 m              | 55     | 1989      | Manhattan      |
| 63   | One Astor Plaza                |         | 227,1 m              | 54     | 1972      | Manhattan      |
| 64   | 7 World Trade Center           |         | 226,5 m              | 49     | 2006      | Manhattan      |
| 65   | One Liberty Plaza              |         | 226,5 m              | 54     | 1973      | Manhattan      |
| 66   | 20 Exchange Place              |         | 225,9 m              | 57     | 1931      | Manhattan      |
| 67   | Three World Financial Center   |         | 225,2 m              | 51     | 1986      | Manhattan      |
| 68   | ARO                            |         | 224,8 m              | 62     | 2018      | Manhattan      |
| 69   | Bertelsmann Building           |         | 223,3 m              | 42     | 1990      | Manhattan      |
| 70   | 3 Manhattan West               |         | 222,5 m              | 64     | 2017      | Manhattan      |
| 71   | Times Square Tower             |         | 221,3 m              | 47     | 2004      | Manhattan      |
| 72   | Brooklyn Point                 |         | 220,3 m              | 57     | 2020      | Brooklyn       |
| 73   | Metropolitan Tower             |         | 218,2 m              | 68     | 1985      | Manhattan      |
| 74   | 252 East 57th Street           |         | 217,9 m              | 65     | 2016      | Manhattan      |
| 75   | 100 East 53rd Street           |         | 217,9 m              | 61     | 2017      | Manhattan      |
| 76   | General Motors Building        |         | 214,9 m              | 50     | 1968      | Manhattan      |
| 77   | 25 Park Row                    |         | 214                  | 54     | 2020      | Manhattan      |
| 78   | Metropolitan Life Tower        |         | 213,4 m              | 50     | 1909      | Manhattan      |
| 79   | 500 Fifth Avenue               |         | 212,4 m              | 60     | 1931      | Manhattan      |
| 80   | Americas Tower                 |         | 210,9 m              | 48     | 1992      | Manhattan      |
| 81   | Solow Building                 |         | 210 m                | 49     | 1974      | Manhattan      |
| 82   | HSBC Bank Building             |         | 209,7 m              | 52     | 1967      | Manhattan      |
| 83   | 55 Water Street                |         | 209,4 m              | 53     | 1972      | Manhattan      |
| 84   | 277 Park Avenue                |         | 209,4 m              | 50     | 1963      | Manhattan      |
| 85   | The Beekman Hotel & Residences |         | 209,4 m              | 47     | 2016      | Manhattan      |
| 86   | The Morgan Stanley Building    |         | 208,8 m              | 42     | 1989      | Manhattan      |
| 87   | Random House Tower             |         | 208,5 m              | 52     | 2003      | Manhattan      |
| 88   | Four Seasons Hotel New York    |         | 207,9 m              | 52     | 1993      | Manhattan      |
| 89   | Sky                            |         | 206 m                | 61     | 2015      | Manhattan      |
| 90   | McGraw-Hill Building           |         | 205,4 m              | 51     | 1972      | Manhattan      |
| 91   | One Grand Central Place        |         | 205,1 m              | 53     | 1930      | Manhattan      |
| 92   | Citigroup Building             |         | 205,1 m              | 50     | 1990      | Queens         |
| 93   | Barclay Tower                  |         | 205,1 m              | 56     | 2007      | Manhattan      |
| 94   | 277 Fifth Avenue               |         | 205 m                | 55     | 2018      | Manhattan      |
| 95   | Paramount Plaza                |         | 204,2 m              | 48     | 1970      | Manhattan      |
| 96   | MiMA                           |         | 204,2 m              | 63     | 2011      | Manhattan      |
| 97   | 200 Amsterdam Avenue           |         | 203,6                | 55     | 2021      | Manhattan      |
| 98   | Trump Tower                    |         | 202,4 m              | 58     | 1982      | Manhattan      |
| 99   | 1 Wall Street                  |         | 199,3 m              | 50     | 1932      | Manhattan      |
| 100  | Silver Towers I                |         | 199,2 m              | 58     | 2009      | Manhattan      |
| 101  | Silver Towers II               | 199,2 m | 58                   | 2009   | Manhattan |                |
| 102  | 599 Lexington Avenue           |         | 199                  | 51     | 1986      | Manhattan      |
| 103  | 712 Fifth Avenue               |         | 198,1 m              | 53     | 1990      | Manhattan      |
| 104  | 601 West 29th Street           |         | 194,2 m              | 59     | 2022      | Manhattan      |

### En cours de construction
Ce tableau recense les plus hauts gratte-ciel de New York en construction mais pas ceux dont le gros œuvre est déjà terminé ou dont la construction est actuellement interrompue à cause de la pandémie mondiale.
Classement actualisé au 19 avril 2023.
| Rang | Nom                    | Hauteur structurelle | Étages | Début des travaux | Année prévue d'achèvement |
| ---- | ---------------------- | -------------------- | ------ | ----------------- | ------------------------- |
| 1    | 270 Park Avenue        | 423 m                | 60     | 2021              | 2025                      |
| 2    | Two World Trade Center | 411 m                | 82     | 2010              | 2027                      |
| 3    | 740 Eighth Avenue      | 325,1 m              | 53     | 2022              | 2027                      |
| 4    | 45 Broad Street        |                      |        | 2018              | En pause                  |
| 5    | 262 Fifth Avenue       | 304,7 m              | 54     | 2022              | 2024                      |
| 6    | 3 Hudson Boulevard     |                      |        | 2016              | En pause                  |
| 7    | 520 Fifth Avenue       | 304,8 m              | 76     | 2022              | 2026                      |
| 8    | 343 Madison Avenue     | 257 m                | 49     | 2023              | 2026                      |
| 9    | 80 Flatbush            | 256 m                | 69     | 2021              | 2027                      |
| 10   | 27-48 Jackson Avenue   | 247,2 m              | 69     | 2022              | 2026                      |
| 11   | 50 West 66th Street    | 236,2 m              | 52     | 2018              | 2025                      |
| 12   | 161 Maiden Lane        | 204,2 m              | 60     | 2015              | En pause                  |
| 13   | 45 Park Place          | 203,3 m              | 43     | 2016              | En pause                  |

### Constructions proposées
Ce tableau recense les projets de gratte-ciel à New York.
Classement actualisé au 22 février 2021.
| Nom                    | Hauteur structurelle | Étages | État                  | Conception | Début prévus des travaux | Année prévue d'achèvement |
| ---------------------- | -------------------- | ------ | --------------------- | ---------- | ------------------------ | ------------------------- |
| Project Commodore      | 501,7 m              | 83     | Proposé               | 2020       | ?                        | ?                         |
| Tower Fifth            | 474 m                | 96     | Proposé               | 2018       | 2024                     | 2028                      |
| 350 Park Avenue        | 442 m                | 70     | Proposé               | 2019       | 2024                     | 2027                      |
| 80 South Street        | 437,7 m              | 113    | Proposé               | 2016       | ?                        | ?                         |
| 270 Park Avenue        | 423 m                | 57     | Proposé               | 2018       | 2021                     | 2024                      |
| Two World Trade Center | 403,3 m              | 82     | Proposé               | 2015       | ?                        | ?                         |
| 45 Broad Street        | 365,8 m              | 68     | Construction en pause | 2016       | 2018                     | ?                         |
| 262 Fifth Avenue       | 320 m                | 54     | Proposé               | 2016       | ?                        | ?                         |
| 247 Cherry Street      | 307,3 m              | 79     | Proposé               | 2016       | ?                        | ?                         |

## Sources
- Classement des immeubles construits sur CTBUH
- Classement des immeubles en construction sur CTBUH
- Classement des immeubles en projet ou dont la construction est en pause sur CTBUH